# 星願小王子系列
星願小王子系列，為三水同鄉會劉本章學校、新怡互動創作有限公司、香港教育城共同合作製作的教育電子遊戲系列，首作《星願小王子》在2006年面世，之後亦推出作品《星願外傳》、《星願歷奇》、《星願小王子Online》、《部首糖果屋》。系列作品在2010年時已獲香港600多間學校試用，總登記試用人數逾60萬。
星願小王子系列的設計目的在於提高玩家在語文和數學方面的技能。當中內容難度會隨著遊戲進度而提升，並會紀錄玩家的成績。2006年左右，香港教育城推出以讀寫障礙兒童為目標客群的遊戲《輕鬆讀寫樂悠悠》，其內容以星願小王子的故事為主軸。該遊戲由三水同鄉會劉本章學校的仇恒初和陳倩兒設計，途中亦跟新怡互動創作有限公司合作。開發初期團隊曾構思出多個遊戲的故事主題，最後決定以「消失的星星」為其主軸，並把小王子設為主角。

## 作品
系列首作《星願小王子》在2006年6月或9月面世，其以學習中文的內容為主。2007年，外傳《星願外傳——星星失落之迷》得以推出到市面，其內容同跟中文語文有關。2008年至2009年期間，星願小王子系列再度增添作品《星願歷奇》。
2009年，星願小王子系列的首部線上遊戲上線。之後在2010年香港書展發表《星願小王子Online 3——暢遊海之島》，其內容主要跟現代標準漢語發音和邏輯思維有關。2011年，系列首部體感遊戲《部首糖果屋》在書展中面世。當中遊戲畫面會顯示不同的中文部首，玩家需以移動自己手部的方式來選取使用該部首的文字。

## 共通元素
星願小王子系列包含多款學習遊戲，其設計目的在於提高玩家在語文和數學方面的技能。當中內容難度會隨著遊戲進度而提升，並會紀錄玩家的成績。它們一般設有小王子、小公主、以五行元素命名的使者等角色。遊戲故事一般具有兒童動畫元素。

## 開發
2006年左右，香港教育城推出以讀寫障礙兒童為目標客群的遊戲《輕鬆讀寫樂悠悠》，其內容以星願小王子的故事為主軸。該遊戲由三水同鄉會劉本章學校的仇恒初和陳倩兒設計，途中亦跟新怡互動創作有限公司合作。2005年，三水同鄉會劉本章學校向教育統籌局申請「發展教學軟件獎勵計畫」，籍此機會設計教育資源。在設計遊戲時，他們考慮到有讀寫障礙的兒童經常出現手部、眼部、腦部反應不一的情況，於是以製作出同時訓練這三個部分的遊戲為目標。新怡在開發途中亦對遊戲內容提出修改建議。
開發初期團隊曾構思出多個遊戲的故事主題，最後決定以「消失的星星」為其主軸，並把小王子設為主角。最後則由仇恒初命名為「星願小王子」。2007年6月《星願外傳——星星失落之迷》製作完成，在發表前曾交給顧問審視內容。

## 反應
《星願小王子》在2006年推出後的1年內已獲香港200間以上的學校採用，並於之後成為新怡公司的主打作品。在2010年時已獲香港600多間學校試用，總登記試用人數逾60萬。《星島日報》的Elsie陳在2006年形容以星願小王子為故事主軸的《輕鬆讀寫樂悠悠》「富引導性和挑戰性」，而且適合非讀寫障礙兒童遊玩。同一報章在次年報導指《星願小王子》受「教師和學生歡迎」。截至2012年，香港共有百多間的學校購買了該系列作品的集體使用權。
2008年時獲得香港資訊及通訊科技獎「最佳數碼共融獎（產品/應用）金獎」。此系列的作品已於2010年推出到台灣市面。次年在「亞太區資訊及通訊科技獎2011」獲得「最佳電子學習優異獎」。

## 外部連結
- 學習平台-星願小王子網站 （页面存档备份，存于）
- 香港教育城：〈星願小王子〉從理念到實踐
- 電子學習計劃：星願思語‧教室